# Marisa Sannia
Marisa Sannia (née le 15 février 1947 à Iglesias, dans la province du Sud-Sardaigne en Sardaigne - morte le 14 avril 2008 à Cagliari) est une chanteuse italienne.
Elle débute dans la chanson en 1965. Remarquée pour quelques succès populaires de musique légère dans les années 1960, elle entame par la suite une carrière d'auteur-compositeur-interprète en langue sarde, produisant des œuvres marquées par une recherche artistique, très appréciées du public.

## Biographie
Après avoir été une joueuse de basket-ball d'un bon niveau, Marisa Sannia a commencé sa carrière musicale au milieu des années 1960 en remportant un concours destiné à découvrir de « nouvelles voix », ce qui lui permit d'obtenir un contrat d'enregistrement avec la Fonit Cetra.
Son talent a été repéré par Sergio Endrigo et Luis Enriquez Bacalov, qui ont su le mettre en valeur. Ils ont composé la chanson de son premier enregistrement Tutto o niente et lui ont obtenu la possibilité de participer, en 1967, à des émissions de télévision comme Scala reale ou Settevoci.
La notoriété apportée par les apparitions à la télévision lui permirent de participer la même année à deux « musicarelli » : I ragazzi di bandiera gialla et Stasera mi butto, aux côtés de Giancarlo Giannini.
Après quelques succès discrets et la participation au Festivalbar de 1967, Marisa Sannia connait la véritable popularité en 1968, lorsqu'elle se classa deuxième au Festival de Sanremo avec une chanson intitulée Casa bianca, écrite par Don Backy et chantée en duo avec Ornella Vanoni, qui deviendra un grand succès, au point d'être insérée dans la bande sonore du film Alfredo, Alfredo de Pietro Germi.
Après le succès à Sanremo, Marisa Sannia a publié son premier album. Suivront quelques disques qui auront du succès comme Una lacrima, La compagnia  (composée par Carlo Donida et Mogol et reprise en 1976 par Lucio Battisti, puis en 2007 par Vasco Rossi), L'amore è una colomba, Com'è dolce la sera stasera et La mia terra.
Marisa Sannia a également travaillé pour le cinéma et a participé à diverses émissions télévisées comme, en 1972 (avec entre autres une chanson de Nino Tristan Un Aquilone), à Canzonissima, un show télévisé très populaire en Italie, diffusé par la RAI entre 1956 et 1974, dont le gagnant fut cette année-là Massimo Ranieri (avec la chanson Erba di casa mia), ou manifestations comme le Festival international de musique légère de Venise, ou encore Une chanson pour l'Europe en Suisse et, de nouveau, Sanremo en 1970 et 1971.
Au début des années 1970, Marisa Sannia s'est consacrée au théâtre en participant à deux comédies musicales qui remportèrent un grand succès, œuvres dues au talent de Tony Cucchiara et Giorgio Albertazzi. Toujours sous l'aile protectrice de Sergio Endrigo, elle a également participé à l'album L'arca, rassemblant des chansons Vinícius de Moraes consacrées à l'enfance. En 1973, elle publie un disque intitulé Marisa nel paese delle meraviglie (Marisa au pays des merveilles), avec des chansons tirées du film de Walt Disney.
En 1976, fut publié son premier album en tant qu'auteur-compositeur-interprète, intitulé La pasta scotta.
Au début des années 1980, Marisa se produit à la télévision dans une sceneggiato televisivo (une fiction télévisuelle), George Sand, écrite par Giorgio Albertazzi, Anna Proclemer et Paola Borboni. Elle participe également au film de Pupi Avati Aiutami a sognare (Aidez-moi à rêver). En 1984, elle retourne à Sanremo avec Amore amore. Cette prestation est suivie d'une longue période d'éloignement de la scène.
En 1993, elle fait son retour avec un disque de chansons en langue sarde, dans lequel elle met en musique des vers d'Antiochos Casula, un poète sarde de la première moitié du XXe siècle, intitulé Ohe de su entu e de su mare. Marisa Sannia revient ensuite au théâtre avec Giorgio Albertazzi, dans Le memorie di Adriano - Ritratto di una voce en 1995.
En 1997, Marisa enregistre un nouveau disque, Melagranàda, en collaboration avec l'écrivain contemporain Francesco Masala, un ensemble de textes traitant de l'opéra Poesias in duas limbas. En 2002, elle participe à Canzoni per te, un disque en hommage à Sergio Endrigo, dans lequel elle interprète Mani bucate.
En 2003, elle sort son troisième album en langue sarde, Nanas et Janas, avec des paroles et musiques inédites, écrites par elle-même. Cette recherche poétique et musicale compose le récital Canzoni tra due lingue sul cammino della poesia, présenté dans des festivals importants, tant en Italie qu'à l'étranger, comme La Notte dei Poeti  (La Nuit des Poètes) dans l'amphithéâtre romain de Nora (en Sardaigne), le festival Roma Incontra il Mondo ou encore celui de Taormine (en Sicile).
L'ultime œuvre, qui sera publiée à titre posthume, de Marisa Sannia est Rosa de papel, dédiée à la vie et à la poésie de Federico García Lorca. Il s'agit d'un ensemble de dix chansons, particulièrement chères à la chanteuse, qui a mis en musique des poèmes de la période de jeunesse du grand poète espagnol.
Marisa Sannia meurt le 14 avril 2008 à Cagliari, à l'âge de 61 ans, à la suite d'une courte maladie.

## Discographie
- Marisa Sannia (Fonit Cetra, 1968).
- Marisa Sannia canta Sergio Endrigo e le sue canzoni (CGD, 1970).
- Marisa nel paese delle meraviglie (EMI, 1973).
- La pasta scotta (CBS, 1976).
- Sa oghe de su entu e de su mare (Tekno Record, 1993).
- Melagranàda (Nar, 1997).
- Nanas e janas (Nar, 2003).
- Rosa de papel (Felmay,2008).

## Sources
- (it) Cet article est partiellement ou en totalité issu de l’article de Wikipédia en italien intitulé « Marisa Sannia » (voir la liste des auteurs).

1. ↑  Nora est une antique cité de fondation punique, capitale du peuple des Noritani. Elle est située sur le promontoire de Capo Pula, sur la côte méridionale de la Sardaigne, à l'ouest de Cagliari, sur le territoire de la commune de Pula
2. ↑  (en) « Addio alla cantante Marisa Sannia da "Casa bianca" a Garcia Lorca », sur La Repubblica (consulté le 13 novembre 2023).